# Xã Frederika, Quận Bremer, Iowa
Xã Frederika (tiếng Anh: Frederika Township) là một xã thuộc quận Bremer, tiểu bang Iowa, Hoa Kỳ. Năm 2010, dân số của xã này là 363 người.